# جان كليمنت
جان كليمنت (بالتشيكية: Jan Kliment)‏ (1 سبتمبر 1993 يهلافا التشيك - ) هو لاعب كرة قدم تشيكي، يلعب كمهاجم.

## وصلات خارجية
جان كليمنت على موقع الاتحاد الأوربي (الإنجليزية)
- جان كليمنت على موقع الاتحاد التشيكي (الإنجليزية)
- جان كليمنت على موقع قاعدة بيانات كرة القدم.إي يو (الإنجليزية)
- جان كليمنت على موقع Soccerway.com (الإنجليزية)
- جان كليمنت على موقع عالم كرة القدم.نت (الإنجليزية)
- جان كليمنت على موقع AS.com (الإسبانية)